# Object Pascal
Object Pascal chỉ đến một nhánh của phát sinh hướng đối tượng của Pascal, được biết đến chủ yếu với vai trò ngôn ngữ lập trình chính của Delphi.

## Lịch sử ban đầu tại Apple
Object Pascal là một phần mở rộng của ngôn ngữ Pascal vốn được phát triển tại Apple Computer bởi một nhóm do Larry Tesler đứng đầu với sự tham vấn của Niklaus Wirth, là người tạo nên ngôn ngữ Pascal. Nó xuất phát từ một phiên bản hướng đối tượng của Pascal có tên gọi Clascal, được cài sẵn trên máy tính Lisa.
Object Pascal cần thiết để hỗ trợ cho MacApp, một phần mở rộng của khung ứng dụng Macintosh mà bây giờ được gọi là thư viện lớp. Phần mở rộng Object Pascal, và chính MacApp, được phát triển bởi Barry Haynes, Ken Doyle, và Larry Rosenstein, và được thử nghiệm bởi Dan Allen. Larry Tesler giám sát dự án từ rất sớm vào năm 1985 và trở thành sản phẩm vào năm 1986.
Một phần mở rộng Object Pascal cũng được triển khai trong Think Pascal IDE. IDE bao gồm trình biên dịch và trình soạn thảo với tô sáng cú pháp và kiểm tra, một trình gỡ lỗi mạnh mẽ và thư viện lớp. Nhiều lập trình viên thích Think Pascal hơn là cách triển khai Object Pascal của Apple bởi vì Think Pascal cung cấp sự tích hợp chặt chữ với công cụ của nó. Quá trình phát triển dừng lại sau phiên bản 4.01 bởi vì công ty bị mua lại bởi Symantec. Sau đó các lập trình viên rời khỏi dự án.
Apple bỏ hỗ trợ cho Object Pascal khi họ chuyển từ chip Motorola 68K sang kiến trúc PowerPC của IBM vào năm 1994. MacApp 3.0, cho nền tảng này, được viết lại bằng ngôn ngữ C++.

## Thời đại của Borland và CodeGear
Vào năm 1986, Borland giới thiệu các phần mở rộng tương tự, cũng được gọi là Object Pascal, cho sản phẩm Turbo Pascal dành cho Macintosh, và vào năm 1989 cho Turbo Pascal 5.5 cho DOS. Khi Borland tái tập trung từ DOS sang Windows vào năm 1994, họ tạo nên người kế nhiệm cho Turbo Pascal, gọi là Delphi và giới thiệu một tập các phần mở rộng mới để tạo nên cái mà bây giờ gọi là ngôn ngữ Delphi.
Quá trình phát triển của Delphi được bắt đầu vào năm 1993 và phiên bản Delphi 1.0 được chính thức ra mắt ở Hoa Kỳ vào ngày 14 tháng 2 năm 1995. Trong khi mã nguồn sử dụng mô hình đối tượng của Turbo Pascal vẫn có thể được biên dịch, Delphi giới thiệu một cú pháp mới với từ khóa class để thay thế cho object, hàm tạo Create và một hàm hủy ảo Destroy (và ngược lại phải gọi các thủ tục New và Dispose procedures), thuộc tính, con trỏ hàm, và các thứ khác. Những điều này lấy cảm hứng từ bản thảo đang được soạn thảo của Tổ chức tiêu chuẩn hóa quốc tế (ISO) cho phần mở rộng lập trình hướng đối tượng, nhưng có nhiều khác biệt với phương ngữ của Turbo Pascal (ví dụ như yêu cầu trong bản thảo rằng tất cả các phương thức phải ảo) đều bị bỏ qua.
Ngôn ngữ Delphi tiếp tục phát triển qua nhiều năm để hỗ trợ cho các cấu trúc như mảng động, tổng quát và phương thức ảo.

## Các phiên bản
- Borland sử dụng tên gọi Object Pascal cho ngôn ngữ lập trình trong các phiên bản đầu của Delphi, nhưng sau đó đổi tên thành ngôn ngữ lập trình Delphi. Tuy nhiên, các trình biên dịch mà tương thích với Object Pascal thường cố gắng để tương thích với mã nguồn Delphi.[cần dẫn nguồn] Vì Delphi được đăng kí nhãn hiệu, các trình biên dịch tương thích vẫn tiếp tục sử dụng tên Object Pascal.
- Embarcadero Technologies, đã mua lại Delphi vào năm 2008,[2] bán Delphi IDE dùng để biên dịch phương ngữ Delphi của Object Pascal sang Windows và macOS, iOS, Android và Web.
- .NET hỗ trợ từ Delphi 8 đến Delphi 2005, Delphi 2006 và Delphi 2007, hiện tại đã được thay thế bằng ngôn ngữ khác, Oxygene (xem bên dưới), vốn không tương thích ngược hoàn toàn.
- Ngôn ngữ lập trình Oxygene được phát triển bởi RemObjects Software nhắm đến Common Language Infrastructure, [[Java (công nghệ)]|Java] Runtime Environment và khung Cocoa của Apple cho iOS và macOS.
- Dự án mã nguồn mở Free Pascal cho phép ngôn ngữ được biên dịch sang một loạt các hệ điều hành—bao gồm Linux (32-bit và 64-bit), FreeBSD, Classic Mac OS/macOS, Solaris, Win32, Win64 và Windows CE—cũng như cho các kiến trúc phần cứng khác nhau. Phiên bản đầu của Free Pascal cho iPhone SDK 2.x được ra mắt vào ngày 17 tháng 1 năm 2009.[3] Hiện tại cũng có hỗ trợ cho ISA ARM.
- Ngôn ngữ lập trình Smart Pascal [4] nhắm đến JavaScript/ECMAScript và được sử dụng trong Smart Mobile Studio, được viết bởi Jon Lennart Aasenden và công bố bởi Optimale Systemer (2012). Ngôn ngữ này đơn giản hóa tốt cho việc phát triển HTML5 thông qua cách tiếp cận OOP và RAD (phát triển ứng dụng nhanh). Smart Pascal tích hợp chặt chẽ với các công nghệ được thiết lập như node.js, Embarcadero DataSnap và Remobjects SDK để mang đến các ứng dụng web máy khách/máy chủ hiệu suất cao. Nó cũng cho phép dễ dạo tạo ra những thành phần trực quan và thư việc dễ sử dụng lại. Phương ngữ Smart Pascal bắt nguồn từ ngôn ngữ DWScript- được mở rộng để tích hợp tôt shown với môi trường và thư viện JavaScript, như những phần "asm" vốn là thuần JavaScript nhưng có khả năng truy cập đến những kí hiệu Pascal, hay những lớp "ngoài" ("external") vốn được ánh xạ trực tiếp tới những lớp JavaScript nguyên mẫu. Smart Pascal giới thiệu tính năng thừa kế thực sự, các lớp, lớp một phần, giao diện, một bảng phương thức ảo và nhiều cấu trúc nâng cap khác vốn không phải là một phần mặc định của JavaScript.
- MIDletPascal thì tập trung vào nền tảng Java byte-code. Lưu ý rằng Free Pascal cũng nhắm đến máy ảo Java (JVM), với nhiều tính năng phong phú hơn.
- Ngôn ngữ lập trình Morfik Pascal được phát triển bởi Morfik và nhắm đến những ứng dụng web có hỗ trợ Ajax. trình biên dịch của Morfik được tính hợp vào trong IDE AppsBuilder của công ty và cho phép mã Object Pascal có thể được sử dụng để hiện thực thực mã được thực thi trong cả trình duyệt và máy chủ. Nó sử dụng trình biên dịch Free Pascal để sinh ra tập tin nhị phân nguyên bản từ Object Pascal.
- Trình biên dịch mã nguồn mở GNU Pascal có sẵn từ front-end cho đến GNU bộ sưu tập trình biên dịch, hiện thực tiêu chuẩn ISO 7185 Pascal, và "hầu hết" tiêu chuẩn ISO 10206 Extended Pascal.
- Ngoài ra còn có một trình biên dịch miễn phí Turbo51, dùng để sản xuất mã cho các chip Intel 8051.
- WDSibyl Lưu trữ ngày 12 tháng 2 năm 2020 tại Wayback Machine là một IDE và trình biên dịch mã nguồn mở tựa như Delphi dành cho Microsoft Windows và OS/2, và là một môi trường thương mại tương thích với Borland Pascal được phát hành bởi một công ty tên là Speedsoft mà sau này được phát triển thành một môi trường RAD giống như Delphi với tên gọi Sybil và sau đó được mã nguồn mở theo giấy phép GPL khi công ty đóng cửa. Hiện tại Wolfgang Draxler (WD) đang duy trì phần mềm. (Trình biên dịch được sử dụng nằm trong một tập tin DLL và không là mã nguồn mở).

## Trình biên dịch
Các trình biên dịch Object Pascal có sẵn cho một loạt hệ điều hành và kiến trúc.
- Delphi có lẽ là trình biên dịch được biết đến nhiều nhất. Nó kế thừa dòng sảnh phẩm Borland Pascal và Turbo Pascal vốn rất thành công. Nó nhắm vào Windows 9x, gia đình Windows NT, .NET Framework (Delphi 8, Delphi 2005–Delphi 2007), macOS (Delphi XE2 và sau này), iOS (Delphi XE2 và sau này, sinh ra tập tin nhị phân nguyên bản trên XE4 và sau này), Android (Delphi XE5 và sau này, sinh ra tập tin nhị phân nguyên bản trên XE5 và sau này). Sau này, sự hỗ trợ cho.NET trở thành một sản phẩm riêng biệt biết đến với tên gọi Oxygene (xem bên dưới).
- Free Pascal Compiler (FPC) là một trình biên dịch Object Pascal mã nguồn mở hỗ trợ cho nhiều phương ngữ Pascal, bao gồm Turbo Pascal 7 và Delphi, cùng các ngôn ngữ khác. Hiện tại, FPC có thể sinh ra mã cho các bộ xử lý IA-32, x86-64, PowerPC, SPARC, và ARM, và cho nhiều hệ điều hành khác nhau, bao gồm Microsoft Windows, Linux, FreeBSD, Classic Mac OS, và macOS (với bộ tích hợp Xcode). Một số dự án riêng biệt tồn tại để tạo điều kiện phát triển ứng dụng nhanh với FPC, mà dự án nổi bật nhất là Lazarus IDE.
- GNU Pascal (Một phần phân phối riêng của GNU Compiler Collection) Trong khi không chính thức hướng đến phương ngữ Delphi của Pascal, nó chưa một chế độ tương thích với Borland Pascal, và kết hợp rất chậm một vài tính năng của ngôn ngữ Delphi. Nó không phù hợp để biên dịch lại trực tiếp phần lớn mã Delphi, nhưng gây chú ý khi hỗ trợ mạnh mẽ cho các hệ điều hành và kiến trúc phần cứng.
- Oxygene (trước đây gọi là Chrome) là một trình biên dịch Object Pascal từ RemObjects Software tích hợp vào Microsoft Visual Studio. Nó cũng cung cấp trình biên dịch dòng lệnh miễn phí chạy trực tiếp trong CLI. Nó là ba trình biên dịch trong một, mỗi trình biên dịch nhắm vào mỗi nền tảng khác nhau: Echoes cho .NET Framework, Mono, WinRT và Windows Phone 8, Cooper cho JDK và Android, và Nougat cho iOS và macOS.
- MIDletPascal là một công cụ phát triển ứng dụng di động dùng để tạo ra bytecode cho Java ME.
- PocketStudio là một IDE dựa trên Pascal cho Palm OS.
- Smart Mobile Studio là một trình biên dịch chuyển mã nguồn Pascal sang JavaScript (Trình biên dịch mã nguồn-sang-mã nguồn)

### Các sản phẩm cũ
- Borland Kylix là một biến thể Linux của Delphi nhưng chỉ nhằm vào Linux chạy Intel 32-bit sử dụng Qt library. Nó không hoạt động với hầu hết các bản phân phối Linux hiện đại.
- Virtual Pascal là một trình biên dịch 32-bit tương thích với Turbo Pascal- và Delphi nhằm vào OS/2 và Microsoft Windows, mặc dù nó cũng phát triển một phiên bản DOS+ Extender và một trình biên dịch chéo Linux thử nghiệm. Quá trình phát triển của trình biên dịch này dừng lại ở mức độ Delphi 2. Vào năm 2007, cùng với việc trang web chính thức ngừng hoạt động, Virtual Pascal cũng bị ngừng phát triển thêm.

## Trình thông dịch
Pascal Script Lưu trữ ngày 19 tháng 10 năm 2019 tại Wayback Machine (trước đây là InnerFuse) và DWScript (Delphi Web Script) là những trình thông dịch/scripting engine Object Pascal mã nguồn mở được viết bằng Delphi. Chúng hỗ trợ các tập con của Object Pascal. DWScript cũng có thể biên dịch mã Object Pascal sang mã JavaScript (Smart Pascal), và hỗ trợ biên dịch just-in-time.

## Object Pascal của Apple
```
program
 
ObjectPascalExample
;

   
type

      
THelloWorld
 
=
 
object

         
procedure
 
Put
;

      
end
;

   
var

      
HelloWorld
:
 
THelloWorld
;

   
procedure
 
THelloWorld
.
Put
;

   
begin

      
ShowMessage
(
'Hello, World!'
)
;

   
end
;

begin

   
New
(
HelloWorld
)
;

   
HelloWorld
.
Put
;

   
Dispose
(
HelloWorld
)
;

end
.

```

### Object Pascal của Turbo Pascal
Vẫn được hỗ trợ trong Delphi và Free Pascal. FPC cũng đóng gói các thư viện/đơn vị của riêng nói. Nhưng Delphi thì không. Free Pascal 2.0 được viết lại theo phương ngữ giống Delphi hơn.

#### Cấp phát dựa trên ngăn xếp
```
program
 
ObjectPascalExample
;

   
type

      
THelloWorld
 
=
 
object

         
procedure
 
Put
;

      
end
;

   
procedure
 
THelloWorld
.
Put
;

   
begin

      
WriteLn
(
'Hello, World!'
)
;

   
end
;

var

  
HelloWorld
:
 
THelloWorld
;
 
{ allocated on the stack and can be used without explicit allocation. }

begin

   
HelloWorld
.
Put
;

end
.

```

#### Cấp phát dựa trên heap
```
program
 
ObjectPascalExample
;

   
type

      
PHelloWorld
 
=
 
^
THelloWorld
;

      
THelloWorld
 
=
 
object

         
procedure
 
Put
;

      
end
;

   
procedure
 
THelloWorld
.
Put
;

   
begin

      
WriteLn
(
'Hello, World!'
)
;

   
end
;

var

  
HelloWorld
:
 
PHelloWorld
;
 
{ this is a typed pointer to a THelloWorld }

begin

   
New
(
HelloWorld
)
;

   
HelloWorld
^.
Put
;

   
Dispose
(
HelloWorld
)
;

end
.

```

Ví dụ khác:
```
program
 
ObjectPascalExample
;

   
type

      
PHelloWorld
 
=
 
^
THelloWorld
;

      
THelloWorld
 
=
 
object

         
procedure
 
Put
;

      
end
;

   
procedure
 
THelloWorld
.
Put
;

   
begin

      
WriteLn
(
'Hello, World!'
)
;

   
end
;

var

  
HelloWorld
:
 
PHelloWorld
;
 
{ this is a typed pointer to a THelloWorld }

  
HelloWorld2
:
 
^
THelloWorld
;
 
{ this is a direct variable to a pointer of the THelloWorld type. 

                               This variable is type incompatible with PHelloWorld. }
 

  
HelloWorld3
:
 
^
THelloWorld
;
 
{ the compiler sees this as being type incompatible with HelloWorld2 *and* 

                               PHelloWorld. Using the pointer syntax is the only way to declare a type that is 

                               assignment compatible. }

  
HelloWorld4
:
 
PHelloWorld
;
 
{ this is type compatible with HelloWorld, but incompatible with the other two variables. }

begin

   
{ This works in a similar way as the code above... but it demonstrates the disadvantage of not 

     using a specific type. The type definition between two variables using the raw pointer 

     based notation would be seen as "different" by the compiler. }

   
New
(
HelloWorld4
)
;

   
HelloWorld
:=
 
HelloWorld4
;
 
{ this is valid - the type assignment is valid }

   
HelloWorld2
 
=
 
HelloWorld
;
 
{ this would be a compiler error }

   
{disposes left out for brevity}

   
New
(
HelloWorld3
)
;

   
HelloWorld
:=
 
HelloWorld3
;
 
{ this would be a compiler error }

   
HelloWorld2
 
=
 
HelloWorld3
;
 
{ this would be a compiler error }

   
{disposes left out for brevity}

end
.

```

Đây là một khác biệt quan trọng để tạo ra, và có thể được nhìn nhận là một trong những khác biệt chính dẫn đến phong cách của Delphi để "ẩn" cấp phát heap và kí hiệu con trỏ từ lập trình viên. Delphi đã loại bỏ sự cần thiết của kiểu con trỏ và cú pháp con trỏ bổ sung, nhưng vẫn giữa lại cơ chế xây dựng rõ ràng.

### Object Pascal của Delphi và Free Pascal
```
program
 
ObjectPascalExample
;

type

  
THelloWorld
 
=
 
class

    
procedure
 
Put
;

  
end
;

procedure
 
THelloWorld
.
Put
;

begin

  
Writeln
(
'Hello, World!'
)
;

end
;

var

  
HelloWorld
:
 
THelloWorld
;
               
{ this is an implicit pointer }

begin

  
HelloWorld
:=
 
THelloWorld
.
Create
;
      
{ constructor returns a pointer to an object of type THelloWorld }

  
HelloWorld
.
Put
;

  
HelloWorld
.
Free
;
                       
{ this line deallocates the THelloWorld object pointed to by HelloWorld }

end
.

```

Lưu ý rằng xây dựng đối tượng vẫn có sẵn trong Delphi và Free Pascal.

### Object Pascal của Oxygene
```
namespace
 
ObjectPascalExample
;

   
interface

   
type

      
ConsoleApp
 
=
 
class

         
class
 
method
 
Main
;

      
end
;

      
THelloWorld
 
=
 
class

         
method
 
Put
;

      
end
;

   
implementation

   
method
 
THelloWorld
.
Put
;

   
begin

      
Console
.
WriteLine
(
'Hello, World!'
)
;

   
end
;

   
class
 
method
 
ConsoleApp
.
Main
;

   
begin

      
var
 
HelloWorld
:=
 
new
 
THelloWorld
;

      
HelloWorld
.
Put
;

   
end
;

end
.

```

### Object Pascal của DWScript (còn gọi là Smart Pascal)
```
type

   
THelloWorld
 
=
 
class

      
procedure
 
Put
;

      
begin

         
PrintLn
(
'Hello, World!'
)
;

      
end

   
end
;

var
 
HelloWorld
:=
 
THelloWorld
.
Create
;

HelloWorld
.
Put
;

```

Lưu ý rằng hiện thực phương thức có thể được thực hiện ở vị trí riêng biệt như trong các phương ngữ Object Pascal khác.

## Sự phát triển
Nhiều tính năng đã được giới thiệu liên tục trong Object Pascal với phần mở rộng tới Delphi và FreePascal. Trong phản ứng trước những chỉ trích, Free Pascal đã chấp nhận tổng quát hóa (generics) với cú pháp tương tự như Delphi, cung cấp chế độ tương thích với Delphi, và cả Delphi (một phần) và Free Pascal (rộng rãi hơn) đều hỗ trợ quá tải toán tử (operator overloading). Delphi cũng giới thiệu nhiều tính năng khác kể từ phiên bản 7 bao gồm tổng quát hóa. Trong khi FreePascal cố gắng để tương thích với Delphi ở chế độ tương thích Delphi, nó cũng thường giới thiệu nhiều tính năng mới cho ngôn ngữ mà không phải lúc nào cũng có sẵn trên Delphi.